# Cratere Farim
Farim  è un cratere sulla superficie di Marte.